# Gard Sivik
Pour l’article ayant un titre homophone, voir Garde civique.
Gard Sivik est un magazine d'avant-garde flamand et néerlandais fondé en 1955. Le magazine expérimental a été nommé d'après le café de jazz éponyme situé Stadswaag à Anvers.
Gard Sivik est en quelque sorte le successeur du Time and Man. Il a été fondé par cinq poètes, Simon Vanloo (Paul Possemiers), Tone Brulin (Antoon van den Eynde), Paul Snoek (Edmond Schietekat), Gust Gils et Hugues C. Pernath (Hugo Wouters). Dans la seconde moitié des années 1950, Gard Sivik s'est opposé à un autre magazine expérimental, De Tafelronde. Rétrospectivement, grâce à l'apport des poètes précités, Gard Sivik s'est révélé être le plus important.
En 1957, Paul Snoek quitte les rédacteurs de Gard Sivik pour rejoindre ceux du magazine Podium. Peu après, Gust Gils et Hugues C. Pernath quittent le groupe d'éditeurs lorsque le magazine est repris par des écrivains néerlandais (Hans Verhagen, Armando, Hans Sleutelaar, Cornelis Bastiaan Vaandrager). Le magazine continue sa publication jusqu'en 1964.
En 1965, Gard Sivik est repris par le De Nieuwe Stijl d'Armando.